# أبو بكر سالم
أبو بكر سالم بلفقيه (17 مارس 1939 - 10 ديسمبر 2017) مغني وأديب وشاعر وملحن من أشهر الفنانين العرب على الساحة الخليجية والعربية ويلقب بـ«أبو الغناء الخليجي». أجاد ألوان الغناء العربية المختلفة؛ فقد برز في الغناء الحضرمي الذي بدأ يمارسه منذ بداياته الفنية، وايضاً الغناء الخليجي، كما قدّم عدد من الأغاني باللون الصنعاني منها: (قال المعنى لمه)، و (مسكين يا ناس)، و (يا ليل هل أشكو)، و (وامغرد)، و (بات ساجي الطرف)، و (أحبة ربى صنعاء)، و (رسولي قوم)، و (مجروح) و (أصيل والله أصيل)، بالإضافة إلى القصائد الفصيحة لأبي القاسم الشابي، وأيضًا الحفلات الغنائية في مهرجانات الأغنية العربية المتعددة.
وتغنت أغانيه من قبل فناني الوطن العربي مثل وليد توفيق وراغب علامة، بالإضافة إلى فناني الخليج العربي مثل طلال مداح وعبد الله الرويشد، بالإضافة إلى كتابته وتلحينه أغاني لكبار فناني الوطن العربي، مثل الراحلة وردة الجزائرية. كما لديه «ديوان شاعر» قبل الطرب يحتوي على القصائد التي كتبها طوال مشواره الفني والأدبي منذ دخوله عالم الفن والأدب عام 1956.

## نسبه
أبو بكر بن سالم بن زين بن حسن بن محمد بن إبراهيم بن عيدروس بن عبد الرحمن بن عبد الله بن أحمد بن عبد الله بن أحمد بن عبد الرحمن بلفقيه بن محمد بن عبد الرحمن الأسقع بن عبد الله بن أحمد بن علي بن محمد بن أحمد الشهيد بن الفقيه المقدم محمد بن علي بن محمد صاحب مرباط بن علي خالع قسم بن علوي بن محمد بن علوي بن عبيد الله بن أحمد المهاجر بن عيسى بن محمد النقيب بن علي العريضي بن جعفر الصادق بن محمد الباقر بن علي زين العابدين بن الحسين السبط بن علي بن أبي طالب، وعلي زوج فاطمة بنت محمد.

## مولده ونشأته
ولد في 17 مارس 1939 بمدينة تريم التاريخية في حضرموت، وسُمي «أبو بكر» تيمناً بالعلامة أبو بكر بن شهاب أحد أبرز علماء حضرموت في ذلك الوقت. نشأ في أسرة عريقة وتربى في رعاية جده زين بن حسن وعمه حبشي ووالدته الصالحة بنت السيد عمر بن حسين الكاف وعدد من أعمامه؛ إذ توفي أبوه مصابا بالاستسقاء وابنه أبو بكر لم يكمل عامه الأول ولم تتزوج والدته بعد أبوه وبقي أبو بكر وحيدا دون إخوة في بيت جده الكبير برفقة والدته، فدرس بمدرسة الإخوة في تريم، وهي المجاورة لمنزلهم، وتعلم على يد عدد من أقاربه القرآن الكريم ومبادئ العلوم، وقد أظهر تفوقًا ملحوظًا في علوم اللغة العربية والشعر وظهرت مواهبه الفنية منذ صباه. ثم عمل في مجال التعليم لمدة ثلاث سنوات بعد تخرجه من معهد إعداد المعلمين. فعمل مدرسًا لمادة اللغة العربية في مدينة تريم، ثم في مدينة عدن، ثم اتجه نحو الغناء والطرب، ومارس إلى جانب ذلك عددًا من الأعمال التجارية. وكان يؤذن ويردد تكبيرات العيدين في بعض مساجد مدينة تريم، واشتهر في صباه كمنشد للأناشيد والموشحات الدينية، وكان يشارك بعض أعمامه في إنشاد بعض الموشحات الدينية في عدد من الحفلات، بالإضافة إلى أنه كان مُولعًا بالأدب والشعر والغناء الذي مارسه بشكل رسمي بعد الإنشاد.
كتب أول أغنية له من كلماته عند بلوغه السابعة عشر من عمره وهي (يا ورد محلى جمالك بين الورود)، ولديه ديوان شعري سماه «ديوان شاعر» قبل الطرب تحتوي القصائد التي غناها والفنانين الآخرين أيضا.

## حياته الفنية
غادر أبو بكر تريم مسقط رأسه في مقتبل شبابه وانتقل واستقر في مدينة عدن في منتصف الخمسينات، وكانت عدن آنذاك تشهد نهضة فنية كبيرة، حيث التحق بالوسط الفني كعازف إيقاع لعدد من الفنانين، وهناك تعرف بالكثير من شعرائها وفنانيها وإعلاميين من أمثال الشاعر لطفي جعفر أمان، والفنان أحمد بن أحمد قاسم، ومحمد سعد عبد الله، ومحمد مرشد ناجي، والشاعر والإعلامي فضل النقيب وغيرهم. وقدِم أبو بكر نفسه على الصعيد الفني من خلال الحفلات الموسمية التي كانت تُقام في عدن، وحقق نجاحًا لعرض حفلاته مسجلة ومباشرة في تلفزيون عدن، ثم الإذاعة. وكانت من أوائل أغانيه (يا ورد محلى جمالك) من كلماته وألحانه وسجلها في إذاعة عدن عام 1956، والتي غناها بعد ذلك الفنان السعودي طلال مداح. ثم بدأ بتأليف بعض الأغاني كلمات وألحان، منها أغنية (لما ألاقي الحبيب) التي غناها لإذاعة عدن عام 1376 هـ/ 1956 م، بمصاحبة عازف العود الفنان أنور أحمد قاسم، فلاقت شهرة واسعة، ثم قدمه الفنان محمد مرشد ناجي في حفلة عرس في مدينة عدن، فغنى فيها، وزادت شهرته، مما دفعه إلى تأليف عدد من الأغاني، مثل: (خاف ربك)، و (يا حبيبي يا خفيف الروح)، و (سهران ليلي طويل)، كما لحّن وغنى عددًا من القصائد الفصحى مثل: (اسكني يا جراح) للشاعر التونسي أبي القاسم الشابي، و (ليلة شعّت لنا بالنور)، و (أقبلت تمشي رويدًا)، ولم يلبث أن تعلم العزف بعد ذلك على آلة العود، وقد التقى في هذه المرحلة بكل من الشاعرين لطفي جعفر أمان وحسين أبو بكر المحضار، فغنّى للأول (وصفوا لي الحب)، و (كانت لنا أيام)، و (أعيش لك)، وغنّى للثاني (ليلة في الطويل)، و (خذ من الهاشمي)، و (تمنيت للحب)، كما غنى في هذه الفترة عددًا من أغاني الدكتور محمد عبده غانم منها: (قولوا له)، و (قال لي باتوب)، و (من علمك يا كحيل العين).
خرج أبو بكر سالم في أعماله الفنية عن الإطار المحلي إلى الإطار العربي حينما سافر إلى مدينة بيروت عاصمة لبنان عام 1958، وقام بتسجيل عدد من أغانيه الجديدة، وأعاد تسجيل عدد من أغانيه التي سبق تسجيلها لإذاعة عدن وتوزيعها موسيقيًّا. وشارك في عدد من الحفلات في دول الخليج العربي، وأشهر أغانيه التي ظهرت في هذه الفترة (24 ساعة) التي نال عليها الكاسيت الذهبي من إحدى شركات التوزيع الألمانية لتوزيعها أكثر من مليون نسخة من هذه الأغنية، و (الحلاوة كلها من فين)، وعدد من أغاني الشاعرين لطفي أمان وحسين المحضار. واستطاع من بيروت أن يوسع انتشاره إلى جميع أنحاء الوطن العربي. وظل يتنقل بين بيروت ومدينة عدن مدة، ثم هاجر عام 1387 هـ/ 1967 م إلى مدينة بيروت واستقر فيها، وغنى له في هذه الفترة عدد من المطربين اللبنانيين. ومن أشهر أغانيه في هذه الفترة (كل شي إلا فراقك يا عدن)، و (يا طائرة طيري على بندر عدن). إلا أنه غادر بيروت في العام 1975 بسبب الحرب الأهلية هناك. وانتقل إلى الكويت، فعاش فيها مدة، انتقل بعدها إلى مدينة الرياض بالمملكة العربية السعودية، فاستقر فيها، وحصل على الجنسية السعودية، وغنّى للسعودية عددًا من الأغاني مثل: (يا مسافر على الطائف)، و (إلا معك في الرياض)، و (برج الرياض)، و (يا بلادي واصلي)، كما غنّى لكل من الملكين خالد بن عبد العزيز وفهد بن عبد العزيز.
قدم أبو بكر العديد من الألوان مثل اللون الحضرمي والدان الحضرمي مع شاعر حضرموت الكبير حسين أبو بكر المحضار وشعراء وملحنين آخرين، كما قدم بعض الأغاني ذات الطابع العدني والصنعاني من كلمات لطفي أمان ومحمد عبده غانم وآخرين. إلا أن اللون الحضرمي يعتبر اللون الخاص والمفضل لأبو بكر حيث ساهم أبو بكر فيما عرف بعد ذلك بالأغنية الخليجية حيث أدخل تفاصيل اللون الحضرمي والدان الحضرمي إلى الخليج واستفاد أيضا من التقارب بين اللهجة الخليجية والحضرمية لينتج بعد ذلك الأغنية الخليجية التي تعتمد كثيرًا على اللون الحضرمي وهناك أيضا من ساهم مع أبو بكر في إظهار الأغنية الخليجية مثل: عبد العزيز المفرج، وغريد الشاطئ، وطارق عبد الحكيم، وطلال مداح.
ويتصف أبو بكر بالبعد الصوفي، فظهر ذلك جليًّا في عدد من أناشيده الدينية مثل: (يا ساكني طيبة) و (إلى طيبة)، و (بانقرع الباب)، و (إلهي في الفلاة دعاك عبد)، و (يا رب يا عالم الحال). وفي هذا الصدد أنشد لجده عبد الرحمن بن عبد الله بلفقيه قصيدة «الرشفات» التي مطلعها:

## جوائز وشهادات تقدير
حصل الفنان أبو بكر سالم خلال مسيرته الفنية على العديد من الأوسمة والجوائز والتكريمات الفنية، منها الكاسيت الذهبي من إحدى شركات التوزيع الألمانية، وجائزة منظمة اليونسكو كثاني أحسن صوت في العالم، ووسام الثقافة عام 1424 هـ/ 2003 م، وتذكار صنعاء عاصمة الثقافة العربية عام 1425 هـ/ 2004 م، وقلده الرئيس علي عبد الله صالح وسام الفنون من الدرجة الأولى عام 1409 هـ/ 1989 م، ومنحته جامعة حضرموت درجة الدكتوراه الفخرية عام 1424 هـ/ 2003 م. نذكرها هنا فيما يلي متسلسة حسب السنوات:
- 1968 الأسطوانة الذهبية من أثينا من شركة الإنتاج اليونانية لمبيع أكثر من 4 ملايين نسخة من ألبوم (إمتى أنا أشوفك) وحصل أيضا معه الفنان المصري عبد الحليم حافظ على جائزة الأسطوانة الذهبية في نفس العام.
- 1983 وسام تقدير من نادي الطلاب السعوديين بالقاهرة.
- 1985 غنى في قاعة البرت هول في لندن أحد أكبر وأشهر المسارح الفنية في العالم وشرف يجعل من كل فنان يغني على مسرحة بحصولة على لقب فنان عالمي والحفلة اقيمت بتاريخ الأول من نوفمبر 1985 وبتنظيم من شركة سابكو للفنون العمانية وبالتنسيق مع سفارة سلطنة عمان في لندن ضمن احتفالات سلطنة عمان بالعيد الوطني الخامس عشر لتولي السلطان قابوس مقاليد الحكم في السلطنة.
- 1989 وسام الفنون من الدرجة الأولى للفنون من رئيس الجمهورية اليمنية علي عبد الله صالح.
- 1989 وسام تقدير من مهرجان حفلات الأندلس في الكويت.
- 1995 تكريم من وزارة التراث القومي والثقافة في سلطنة عمان في الفنون والآداب.
- 1999 جائزة أفضل أداء ومفتاح تقدير الأداء في مهرجان أبها السياحي.
- 1999 وسام تقدير من مهرجان هلا فبراير في دولة الكويت.
- 2001 تكريم من حكومة البحرين ومن الملك شخصيًا وسام درجة أولى في الفنون والآداب.
- 2001 شهادة تكريم عن الإنجازات الفنية من دولة الإمارات العربية المتحدة.
- 2001 وسام تقدير من مهرجان الأغنية لدول المجلس التعاون لدول الخليج العربية.
- 2001 عضو فخري في الجمعية الوطنية المساندة للمؤسسات التعليمية والصحية في محافظة حضرموت.
- 2002 جائزة أوسكار الأغنية العربية ولقب «فنان القرن» من جامعة الدول العربية في شرم الشيخ بعد مرور 50 سنة من عطائه الفني.
- 2002 تكريم الرواد العرب من جامعة الدول العربية.
- 2003 تكريم من الرئيس اليمني علي عبد الله صالح ووسام درجة أولى في الفنون والآداب.
- 2003 منحه شهادة الدكتوراه الفخرية في الآداب والفنون من جامعة حضرموت للعلوم والتكنولوجيا.
- 2003 أصدر طابع بريدي في اليمن يحمل صورته واسمه.
- 2008 تكريم من لبنان باليوبيل الذهبي له بعنوان 50 سنة من العطاء الفني في سماء الأغنية العربية.
- 2008 شركة روتانا تمنحه الاسطوانة الذهبية للانجازات الفنية التي حقهها خلال مشوارة الفني.
- 2009 تكريم من مهرجان هلا فبراير في الكويت.
- 2014 تكريم من السلطان قابوس بن سعيد سلطان عمان بوسام من الدرجة الأولى للفنون والاداب.
- عضو أساتذة جامعة عدن.
- حاصل على دبلوم إعداد المعلمين.
- عضوية جمعية المؤلفين والملحنين والموزعين الموسيقين SACEM منذ عام 1980.

كما كُرِّم أيضا من دولة الإمارات العربية المتحدة وحصل على وسام من الدرجة الأولى في الفنون والآداب، وأهداه الشيخ زايد بن سلطان سيف من الذهب الخالص، وأيضًا تم تكريمه في عده مرات أخرى في دول الخليج العربي وفي بلده في أكثر من مناسبة.

## ألبوماته

### 1956 - 1960
1. أقبلت تمشي رويدا - كلمات وألحان أبو بكر سالم
2. أنا يا قلبي - كلمات وألحان أبو بكر سالم
3. يا حبيبي يا خفيف الروح - كلمات وألحان أبو بكر سالم
4. أسكني يا جراح - كلمات أبو القاسم الشابي ألحان أبو بكر سالم
5. يا ورد محلا جمالك بين الورود - كلمات وألحان أبو بكر سالم
6. ليلة شعت لنا - كلمات عبد الله التوي ألحان أبو بكر سالم

### 1961 - 1969
1. إمتى أنا أشوفك - كلمات وألحان أبو بكر سالم
2. 24 ساعة - كلمات وألحان أبو بكر سالم
3. شلنا يا بوجناحين - كلمات وألحان حسين المحضار
4. يازارعين العنب - كلمات وألحان حسين المحضار
5. وصفولي الحب - كلمات لطفي أمان ألحان أبو بكر سالم
6. زمان كانت لنا أيام - كلمات لطفي أمان ألحان أبو بكر سالم
7. ماتستلهشي الحب - كلمات وألحان أبو بكر سالم
8. خلي أسر قلبي - كلمات وألحان أبو بكر سالم
9. يا الله مع الليل بانسهر - كلمات وألحان أبو بكر سالم

### 1970 - 1979
1. سر حبي فيك غامض - كلمات وألحان حسين المحضار
2. يا حامل الأثقال - كلمات وألحان حسين المحضار
3. ماحبيت غيرك - كلمات وألحان أبو بكر سالم
4. حجة الغائب - كلمات عبد الله البقعي ألحان عبد الرب إدريس
5. عتابك حلو - كلمات أحمد البيض ألحان أبو بكر سالم
6. أنا المتيم - كلمات إبراهيم جمعة ألحان عبد الرب إدريس
7. أقوله إيه - كلمات وألحان حسين المحضار
8. في سكون الليل - كلمات وألحان أبو أحمد

### 1980 - 1989 (العصر الذهبي)
1. ما علينا - كلمات وألحان أبو بكر سالم
2. عادك إلا صغير - كلمات وألحان أبو بكر سالم
3. عطني الحل - كلمات فائق عبد الجليل ألحان عبد الرب إدريس
4. إنتي وين - كلمات فائق عبد الجليل ألحان أبو بكر سالم
5. لا تنادي - كلمات فائق عبد الجليل ألحان أبو بكر سالم
6. غزاني الشيب - كلمات فائق عبد الجليل ألحان أبو بكر سالم
7. عنب في غصونه - كلمات وألحان حسين المحضار
8. ياسهران - كلمات وألحان حسين المحضار
9. تصافينا - كلمات وألحان أبو بكر سالم
10. نار الشوق - كلمات وألحان أبو بكر سالم
11. مجروح - كلمات إبراهيم جمعة ألحان يوسف المهنا
12. واويح نفسي - كلمات وألحان حسين المحضار
13. رسولي قوم - تراث صنعاني
14. وامغرد بوادي الدور - تراث صنعاني
15. لو خيروني - كلمات وألحان حسين المحضار
16. عيّار-كلمات وألحان أبو بكر سالم

### 1990 - 1999
1. يا سمّار - كلمات وألحان أبو بكر سالم
2. يقول إنني فضلت - كلمات وألحان حسين المحضار
3. مرحيب - كلمات وألحان أبو بكر سالم
4. فرصة من العمر - كلمات وألحان حسين المحضار
5. طاب الهناء - كلمات وألحان حسين المحضار
6. ظبي رامي - كلمات وألحان أبو بكر سالم
7. حطني في عيونك - كلمات محمد بن راشد آل مكتوم ألحان أبو بكر سالم
8. في شواطي عدن - كلمات وألحان أبو بكر سالم
9. موقفي صعب - كلمات وألحان أبو بكر سالم
10. غدر الليل - كلمات وألحان أبو بكر سالم

### الألفية الجديدة
1. يا مسافر - كلمات وألحان حسين المحضار
2. يا قمر - كلمات وألحان حسين المحضار
3. احتفل بالجرح - كلمات الناصر ألحان أبو بكر سالم
4. إن العواذل - كلمات عبد الله شبراوي ألحان أبو بكر سالم
5. ماحسبنا حسابه - كلمات وألحان أبو بكر سالم
6. قالولي - كلمات سالم أحمد بامطرف ألحان جمعان أحمد بامطرف
7. لا أنت شمس - كلمات فائق عبد الجليل ألحان أبو بكر سالم
8. أحب الفراق - كلمات وألحان حسين المحضار
9. في السماء غيم - كلمات وألحان أبو بكر سالم
10. شوف لي حل - كلمات بن شهاب ألحان أبو بكر سالم

## وفاته
توفي الفنان أبوبكر سالم في يوم الأحد 22 ربيع الأول 1439هـ الموافق 10 ديسمبر 2017 في مدينة الرياض بعد صراع طويل مع المرض عن عمر ناهز 78 عاماً.
علق ابنه أصيل بعد وفاته عبر تويتر:
" ترجّل والدي ومعلّمي إنا لله وإنا إليه راجعون  "